# 대한민국의 공군참모차장
공군참모차장(영문 : Vice Chief of Staff, R.O.K Air Force/한문 : 空軍參謀次長)은 대한민국 공군을 대표하는 직위의 하나로 공군참모총장을 보좌한다. 국군 중장 중 서열 6위이며, 공군 중장 중 서열 1위이다.

## 역대 차장
| 순번 | 계급 | 성명           | 기수      | 임기               | 비고 |
| ---- | ---- | -------------- | --------- | ------------------ | ---- |
| 초대 | 중장 | 박범집(朴範集) | 일본 육사 | 1949~1950          |      |
| 35   | 대장 | 정상화(鄭相和) | 36        | 2020.12~2021.8.11  |      |
| 36   | 중장 | 신옥철(申沃澈) | 36        | 2021.8~2022.6      |      |
| 37   | 중장 | 윤병호(尹炳浩) | 38        | 2022.6~2023.4      |      |
| 38   | 중장 | 이상학(李相學) | 38        | 2023.4~ 11         |      |
| 39   | 중장 | 손석락(孫石洛) | 40        | 2023.11~2024.11.26 |      |
| 40   | 중장 | 박기완(朴棋完) | 41        | 2024.11.26~        |      |

## 같이 보기
- 공군
- 공군본부
- 육군참모차장
- 해군참모차장
- 육군참모총장
- 해군참모총장
- 공군참모총장